# Leo Canjels
Leonardus Josephus Adrianus Canjels (Breda, 1º aprile 1933 – Breda, 26 maggio 2010) è stato un calciatore olandese, di ruolo attaccante.

## Carriera
Fu capocannoniere del campionato olandese nel 1958 e nel 1959.

## Palmarès

### Allenatore

#### Competizioni nazionali
- Campionato belga: 1

Bruges: 1972-1973
- Tweede klasse: 1

Mechelen: 1982-1983